# James Tolkan
James S. Tolkan est un acteur américain, né le 20 juin 1931 à Calumet dans le Michigan.

## Biographie
Habitué aux rôles de figure d'autorité en raison de son physique de chauve aux sourcils froncés, il est Strickland, le principal du lycée, dans les deux premiers films de la trilogie Retour vers le futur et son ancêtre, le marshall Strickland, dans le troisième et dernier film. Il est également le commandant Tom « Stinger » Jordan, du porte-avions USS Enterprise dans Top Gun.

## Filmographie

### Cinéma
- 1966 : The Three Sisters
- 1969 : Stiletto : Edwards
- 1971 : Le Rivage oublié (They Might Be Giants) : M. Brown
- 1973 : Les Copains d'Eddie Coyle (The Friends of Eddie Coyle)
- 1973 : Le Loup-Garou de Washington (The Werewolf of Washington)
- 1973 : Serpico de Sidney Lumet : le lieutenant Steiger
- 1975 : Guerre et Amour (Love and Death) : Napoléon Bonaparte
- 1976 : Independence : Tom Paine
- 1979 : Amityville : La Maison du diable (The Amityville Horror) de Stuart Rosenberg : le coroner
- 1981 : Wolfen de Michael Wadleigh : Baldy
- 1981 : Le Prince de New York (Prince of the City) de Sidney Lumet : le procureur
- 1982 : La Folie aux trousses (Hanky Panky) : le conférencier
- 1982 : Avec les compliments de l'auteur (Author! Author!) : le lieutenant Glass
- 1983 : Wargames : l'agent de FBI Nigan
- 1983 : En plein cauchemar (Nightmares) : le prêtre (voix)
- 1984 : Iceman : Maynard
- 1984 : La Rivière (The River) : Howard Simpson
- 1985 : Turk 182 : Hanley
- 1985 : Retour vers le futur (Back to the Future) de Robert Zemeckis : M. Strickland
- 1985 : Les Murs de verre (Walls of Glass) : Turner
- 1986 : Le flic était presque parfait (Off Beat) : Harry
- 1986 : Top Gun de Tony Scott : Stinger
- 1986 : Armé et dangereux (Armed and Dangerous) : Lou Brackman
- 1987 : Les Maîtres de l'Univers (Masters of the Universe) : le policier Lubic
- 1987 : Bienvenue au Paradis (Made in Heaven) d'Alan Rudolph : M. Bjornstead
- 1988 : Viper : William Tansey
- 1988 : Split Decisions : Benny Pistone
- 1989 : True Blood : le lieutenant Joseph Hanley
- 1989 : Détectives en folie (Second Sight) : Coolidge
- 1989 : Retour vers le futur 2 (Back to the Future Part II) de Robert Zemeckis : M. Strickland
- 1989 : Ministry of Vengeance : le colonel Freeman
- 1989 : Family Business (Family Business) de Sidney Lumet : le juge
- 1990 : Dans les pompes d'un autre (Opportunity Knocks)
- 1990 : Retour vers le futur 3 (Back to the Future Part III) de Robert Zemeckis : le Marshal James Strickland
- 1990 : Dick Tracy de Warren Beatty : Numbers
- 1991 : Trabbi Goes to Hollywood (en) : Vince
- 1991 : Hangfire : Patch
- 1991 : Junior le terrible 2 (Problem Child 2) : M. Thorn
- 1992 : Bloodfist IV: Die Trying : l'agent Sterling
- 1993 : L'Extrême Limite (Boiling Point) : Levitt
- 1994 : River of Stone
- 1996 : Robo Warriors : Quon
- 1996 : Underworld (en) : Dan « Iceberg » Eagan
- 1999 : Wings : Host
- 2004 : Seven Times Lucky : Dutch
- 2005 : Heavens Fall : Thomas Knight, Sr.
- 2015 : Bone Tomahawk de S. Craig Zahler
- 2024 : Tom Wilson: Humbly Super Famous de Thomas F. Wilson : Lui-même (film documentaire)

### Télévision
- 1983 : American Playhouse (TV) : Billy
- 1984 : Les Enquêtes de Remington Steele Saison 3 épisode 17 : Norman Keyes
- 1985 : Mary (en) (série télévisée) : Lester Mintz
- 1986 : Little Spies (TV) : The Kennel Master
- 1987 : Remington Steele: The Steele That Wouldn't Die (TV) : Norman Keyes
- 1988 : Weekend War (TV) : Dr Alex Thompson
- 1988 : Equalizer
- 1988 : Leap of Faith (TV) : Dr Siegel
- 1989 : The Case of the Hillside Stranglers (TV)
- 1990 : Sunset Beat (en) (série télévisée) : Ray Parker
- 1991 : Le Prince de Bel-Air (The Fresh Prince of Bel-Air) (série télévisée) : Dr B. Langford Poates
- 1992 : Sketch Artist (TV) : Lt. Tonelli
- 1992 : Les Trois As (The Hat Squad) (série télévisée) : Mike Ragland
- 1993 : Cobra (série télévisée) : Dallas Cassel
- 1994 : Délit d'amour (Beyond Betrayal) (TV) : Joe Maloney
- 1995 : Portrait dans la nuit (Sketch Artist II: Hands That See) (TV) : Lt. Dave Tonelli
- 1996 : Demain à la une (Early Edition) : M. Philips, entraîneur de basket - Saison 1, épisode 6
- 1997 : L'Amour en embuscade (Love in Ambush) (TV) : agent Price
- 1997 : Le Caméléon (The Pretender) : FBI Special Agent Korkos (saison 1, épisodes 21 et 22)
- 2013 : Phil Spector (TV) de David Mamet : le juge Fidler
- 2021 : Expedition : Back to the Future : Strickland, le garde - Saison 1, épisode 1